# سید محمدباقر نیری
سید محمدباقر نیری سیاست‌مدار ایرانی بود، که در  دوره بیستم  و  دوره بیست و یکم  بعنوان نماینده اردستان و زواره در مجلس شورای ملی حضور داشت.